# Josep Besolí i Tonda
Josep Besolí i Tonda   (Barcelona, 21 de juliol de 1907 - Barcelona, 29 de novembre de 1983) fou un futbolista català de les dècades de 1920 i 1930.

## Trajectòria
La seva posició al camp era de centrecampista o d'interior. Començà a jugar a la UE Sants, inicialment amb l'equip reserva i més endavant amb el primer equip. Destacà durant la temporada 1928-29, on també jugaven De Mur i Pausàs. La següent temporada fou fitxat per la UE Sant Andreu, on esdevingué una peça bàsica, marcant 11 gols en 24 partits. El juliol de 1930 ingressà al RCD Espanyol, juntament amb Pausàs. La primera temporada al club blanc-i-blau fou prometedora però la segona va perdre protagonisme. En total disputà 22 partits de lliga a primera divisió, en els quals marcà 10 gols. L'agost de 1932 deixà el club. Inicialment el CE Júpiter anuncià el seu fitxatge, malgrat fou cedit per l'Espanyol al FC Martinenc. Disputà 5 partits amb la selecció catalana de futbol entre 1931 i 1933. Acabà la seva trajectòria a CF Calella, Nàstic de Tarragona i Atlètic Hostafrancs.
El seu germà petit, Joan Besolí (conegut com a Besolí II) també fou futbolista.